# Onthophagus kora
Onthophagus kora là một loài bọ cánh cứng trong họ Bọ hung (Scarabaeidae).